# Supercoppa Sammarinese 2018
La Supercoppa Sammarinese 2018 è stato la 33ª edizione di tale competizione. Vi hanno preso parte la vincitrice del Campionato Dilettanti 2017-2018 e la finalista della Coppa Titano 2017-2018, e si è concluso con la vittoria di La Fiorita, al suo quinto titolo.

## Tabellino
| Arbitro: | Luca Barbeno |

|  |           |                      |
|  | Marcatori | 58’ (rig.) Ricchiuti |